# Andrzej Kasperek (socjolog)
Andrzej Kasperek (ur. 1973) – polski socjolog, dr hab. nauk społecznych, adiunkt Instytutu Pedagogiki Wydziału Nauk Społecznych Uniwersytetu Śląskiego i profesor nadzwyczajny Akademii Humanistycznej i Ekonomicznej w Łodzi Wydziału Zamiejscowego AHE w Wodzisławiu Śląskim.

## Życiorys
W 1999 ukończył studia na Uniwersytecie Śląskim w Katowicach, 15 maja 2001 obronił pracę doktorską Oczekiwanie jako kategoria ładu społecznego, 15 kwietnia 2014 habilitował się na podstawie pracy zatytułowanej Wolność spod znaku undergroundu. Duchowość (po)nowoczesna w perspektywie hermeneutyki kultury i socjologii religii.
Piastuje stanowisko adiunkta Instytutu Pedagogiki Wydziału Nauk Społecznych Uniwersytetu Śląskiego oraz profesora nadzwyczajnego Akademii Humanistycznej i Ekonomicznej w Łodzi Wydziału Zamiejscowego AHE w Wodzisławiu Śląskim.
Był prodziekanem na Uniwersytecie Śląskim w Katowicach Wydziale Etnologii i Nauk o Edukacji w Cieszynie.